# United States Senate Committee on Foreign Relations
Das U.S. Senate Committee on Foreign Relations ist der Ausschuss des Senats der Vereinigten Staaten zur Außenpolitik. Der Ausschuss behandelt die Gesetzgebung zur Außenpolitik der Vereinigten Staaten. Zusammen mit dem Finanz- und dem Justizausschuss gehört er zu den ältesten des Senats und existiert seit der Einführung von Ausschüssen 1816. Dementsprechend gilt der Ausschuss als sehr angesehen und die Vorsitzende des Ausschusses gehören zu den besten Außenpolitikern des Kongresses, unter den ehemaligen Vorsitzenden befindet sich auch US-Präsident Joe Biden.
Er ist dafür verantwortlich, die Entwicklungshilfe der USA zu überwachen, ebenso wie die Finanzierung und Überwachung von Waffenverkäufen und Training von Alliierten der USA. Der Ausschuss prüft die Ernennung hoher Diplomaten der USA. Zu den wichtigen Angelegenheiten, die der Ausschuss beschlossen hat, gehören der Kauf von Alaska 1867 oder die Gründung der Vereinten Nationen 1945. Sein Schwesterausschuss im Repräsentantenhaus ist das House Committee on Foreign Affairs.

## Mitglieder im 117. Kongress

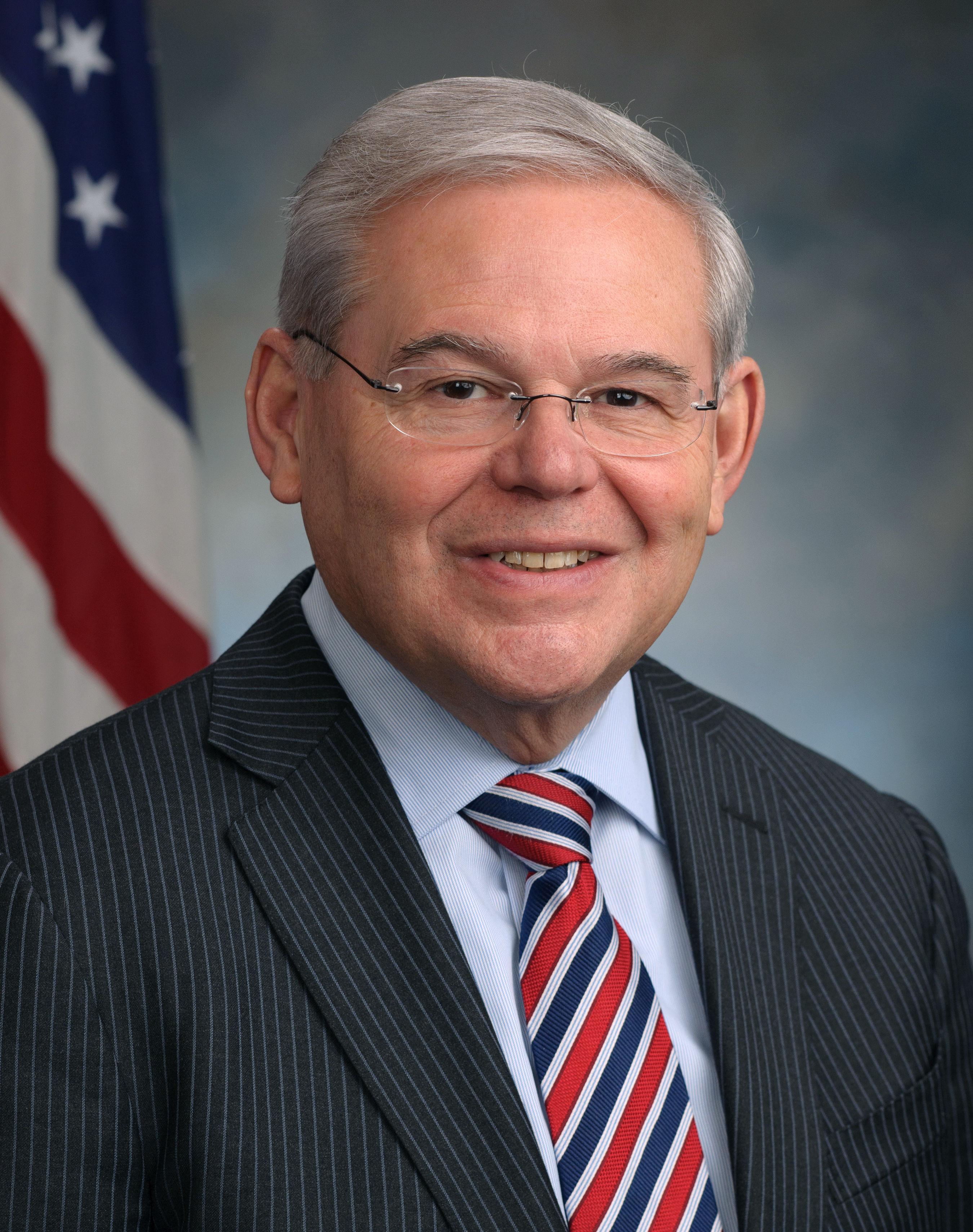
Bob Menendez, der derzeitige Ausschussvorsitzender

Vorsitzender von 2021 bis 2023 war der Demokrat Bob Menendez aus New Jersey, Ranking Member war der Republikaner Jim Risch aus Idaho.
| Mehrheitspartei (Demokraten) | Minderheitspartei (Republikaner) |
| --- | --- |
| - Bob Menendez, New Jersey, Chair - Ben Cardin, Maryland - Jeanne Shaheen, New Hampshire - Chris Coons, Delaware - Chris Murphy, Connecticut - Tim Kaine, Virginia - Ed Markey, Massachusetts - Jeff Merkley, Oregon - Cory Booker, New Jersey - Brian Schatz, Hawaii - Chris Van Hollen, Maryland | - Jim Risch, Idaho, Ranking Member - Marco Rubio, Florida - Ron Johnson, Wisconsin - Mitt Romney, Utah - Rob Portman, Ohio - Rand Paul, Kentucky - Todd Young, Indiana - Ted Cruz, Texas - John Barrasso, Wyoming - Mike Rounds, South Dakota - Bill Hagerty, Tennessee |

## Mitglieder im 116. Kongress

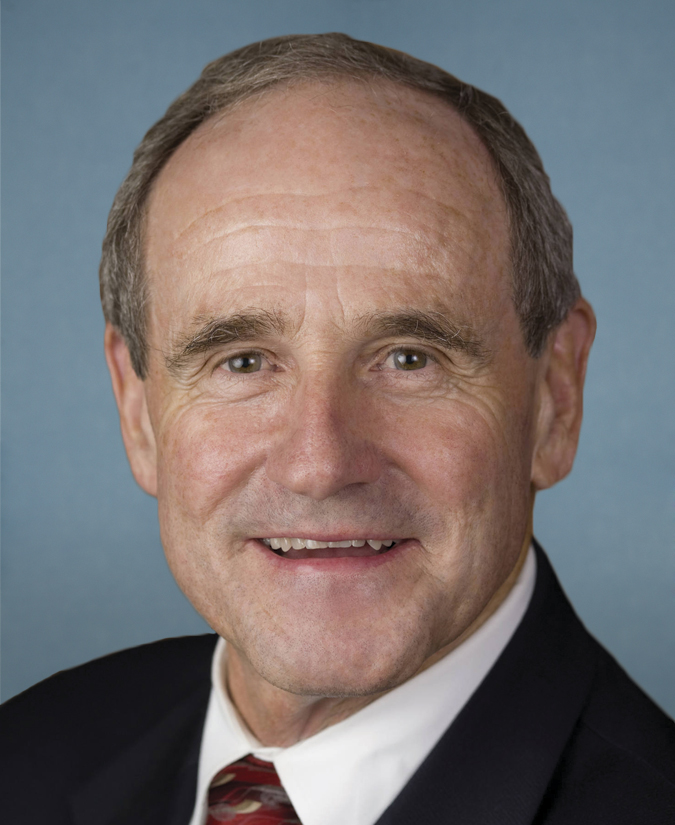
Jim Risch, damaliger Vorsitzender des Ausschusses

Vorsitzender von 2019 bis 2021, also im 116. Kongress, war der Republikaner Jim Risch aus Idaho, Ranking Member war der Demokrat Bob Menendez aus New Jersey.
| Mehrheitspartei (Republikaner) | Minderheitspartei (Demokraten) |
| --- | --- |
| - Jim Risch, Idaho, Chairman - Marco Rubio, Florida - Ron Johnson, Wisconsin - Cory Gardner, Colorado - Todd Young, Indiana - John Barrasso, Wyoming - Johnny Isakson, Georgia - Rob Portman, Ohio - Rand Paul, Kentucky - Lindsey Graham, South Carolina - Mitt Romney, Utah - Ted Cruz, Texas | - Bob Menendez, New Jersey, Ranking Member - Ben Cardin, Maryland - Jeanne Shaheen, New Hampshire - Chris Coons, Delaware - Tom Udall, New Mexico - Chris Murphy, Connecticut - Tim Kaine, Virginia - Ed Markey, Massachusetts - Jeff Merkley, Oregon - Cory Booker, New Jersey |

## Vorsitzende der Unterausschüsse
| Unterausschuss | Vorsitzender          | Ranking Member        |
| --- | --------------------- | --------------------- |
| Near East, South Asia, Central Asia, and Counterterrorism                                                                      | Jim Risch (R-ID)      | Tim Kaine (D-VA)      |
| Western Hemisphere, Transnational Crime, Civilian Security, Democracy, Human Rights and Global Women’s Issues                  | Marco Rubio (R-FL)    | Ben Cardin (D-MD)     |
| Europe and Regional Security Cooperation                                                                                       | Ron Johnson (R-WI)    | Chris Murphy (D-CT)   |
| Africa and Global Health Policy                                                                                                | Jeff Flake (R-AZ)     | Cory Booker (D-NJ)    |
| East Asia, The Pacific, and International Cybersecurity Policy                                                                 | Cory Gardner (R-CO)   | Ed Markey (D-MA)      |
| Multilateral International Development, Multilateral Institutions, and International Economic, Energy and Environmental Policy | Todd Young (R-IN)     | Jeff Merkley (D-OR)   |
| State Department and USAID Management, International Operations, and Bilateral International Development                       | Johnny Isakson (R-GA) | Jeanne Shaheen (D-NH) |

## Ehemalige Ausschussvorsitzende
- James Barbour (DR-VA) 1816–1818
- Nathaniel Macon (DR-NC) 1818–1819
- James Brown (DR-LA) 1819–1820
- James Barbour (DR-VA) 1820–1821
- Rufus King (F-NY) 1821–1822
- James Barbour (DR-VA) 1822–1825
- Nathaniel Macon (D-NC) 1825–1826
- Nathan Sanford (NR-NY) 1826–1827
- Nathaniel Macon (D-NC) 1827–1828
- Littleton Waller Tazewell (D-VA) 1828–1832
- John Forsyth (D-GA) 1832–1833
- William Wilkins (D-PA) 1833–1834
- Henry Clay (W-KY) 1834–1836
- James Buchanan (D-PA) 1836–1841
- William Cabell Rives (W-VA) 1841–1842
- William S. Archer (W-VA) 1842–1845
- William Allen (D-OH) 1845–1846
- Ambrose Hundley Sevier (D-AR) 1846–1848
- Edward A. Hannegan (D-IN) 1848–1849
- Thomas Hart Benton (D-MO) 1849
- William R. King (D-AL) 1849–1850
- Henry S. Foote (D-MS) 1850–1851
- James Murray Mason (D-VA) 1851–1861
- Charles Sumner (R-MA) 1861–1871
- Simon Cameron (R-PA) 1871–1877
- Hannibal Hamlin (R-ME) 1877–1879
- William W. Eaton (D-CT) 1879–1881
- Ambrose Burnside (R-RI) 1881
- George F. Edmunds (R-VT) 1881
- William Windom (R-MN) 1881–1883
- John Franklin Miller (R-CA) 1883–1886
- John Sherman (R-OH) 1886–1893
- John Tyler Morgan (D-AL) 1893–1895
- John Sherman (R-OH) 1895–1897
- William P. Frye (R-ME) 1897
- Cushman Kellogg Davis (R-MN) 1897–1901
- Shelby Moore Cullom (R-IL) 1901–1911
- Augustus Octavius Bacon (D-GA) 1913–1914
- William J. Stone (D-MO) 1914–1918
- Gilbert Hitchcock (D-NE) 1918–1919
- Henry Cabot Lodge (R-MA) 1919–1924
- William Borah (R-ID) 1924–1933
- Key Pittman (D-NV) 1933–1940
- Walter F. George (D-GA) 1940–1941
- Tom Connally (D-TX) 1941–1947
- Arthur H. Vandenberg (R-MI) 1947–1949
- Tom Connally (D-TX) 1949–1953
- Alexander Wiley (R-WI) 1953–1955
- Walter F. George (D-GA) 1955–1957
- Theodore F. Green (D-RI) 1957–1959
- J. William Fulbright (D-AR) 1959–1975
- John Sparkman (D-AL) 1975–1979
- Frank Church (D-ID) 1979–1981
- Charles H. Percy (R-IL) 1981–1985
- Richard Lugar (R-IN) 1985–1987
- Claiborne Pell (D-RI) 1987–1995
- Jesse Helms (R-NC) 1995–2001
- Joe Biden (D-DE) 2001
- Jesse Helms (R-NC) 2001
- Joe Biden (D-DE) 2001–2003
- Richard Lugar (R-IN) 2003–2007
- Joe Biden (D-DE) 2007–2009
- John Kerry (D-MA) 2009–2013
- Bob Menendez (D-NJ) 2013–2015
- Bob Corker (R-TN) 2015–2019
- Jim Risch (R_ID) 2019–2021